# Alejandro Sandroni
Héctor Alejandro Altamirano Sandroni, más conocido como Alejandro Sandroni (Córdoba, Argentina, 16 de diciembre de 1972), es un exjugador y entrenador de fútbol argentino.

## Carrera deportiva

### Como jugador
Fue un centrocampista que estuvo en activo en la década de los 90 y jugó en diversos equipos de la Segunda División B de España como el desaparecido Yeclano Club de Fútbol, Hellin Deportivo, Sangonera CD, Pinoso cf o Jumilla CF. En 2004, Sandroni volvió al renacido Yeclano Deportivo, equipo que protagonizó dos ascensos seguidos, alcanzado la Tercera División de España en el año 2006.

### Como entrenador
Con 34 años, tras retirarse en las filas del Yeclano Deportivo, en 2006 comenzó su carrera como entrenador. En su primera etapa en el conjunto yeclano estuvo durante 5 temporadas. En ese primer año al frente del equipo de Yecla, acabó en la 12.ª posición del Grupo XIII de la Tercera División de España.
Al término de la temporada 2009-10, lograría el ascenso a la Segunda División B al vencer en la eliminatoria final por los play-offs al Haro Deportivo en la tanda de penaltis.
En la temporada 2010-11, haría su debut como entrenador en la Segunda División B con el Yeclano Deportivo, pero el conjunto murciano queda en decimonovena posición descendiendo a Tercera División tras ganar solamente cinco partidos. 
En las temporadas 2011-12 y 2012-13 dirigiría al Real Murcia Imperial en el Grupo XIII de la Tercera División de España. En su primera temporada en el filial del Real Murcia CF quedó en 7ª posición del Grupo XIII de la Tercera División de España.
En la temporada 2014-15, firma como entrenador del Olímpic de Xàtiva de la Segunda División B, con el que acabaría la liga en octava posición.
En la temporada 2016-17, regresa al banquillo del Yeclano Deportivo del Grupo XIII de la Tercera División de España.
Al término de la temporada 2018-19, lograría el ascenso a la Segunda División B al vencer en la eliminatoria final por los play-offs al Unión Montañesa Escobedo.
En la temporada 2019-20, acabaría la liga en cuarta posición del Grupo IV de la Segunda División B, tras la suspensión del campeonato en marzo de 2021 por el covid 19.
El 20 de julio de 2020, disputaría el play-offs exprés a la Segunda División, siendo eliminado por la Cultural Leonesa con un resultado de cuatro goles a uno, en el encuentro disputado en el Marbella Football Center.
En la temporada 2020-21, el equipo descendería a la Tercera División RFEF pese a realizar una gran segunda vuelta, provocando la marcha del técnico argentino al final de la temporada.
El 7 de junio de 2021, firma como entrenador del Linares Deportivo de la Primera División RFEF.
El 24 de septiembre de 2021, es destituido al frente del Linares Deportivo de la Primera División RFEF, tras cosechar dos puntos en los primeros cuatro partidos ligueros.
El 17 de abril de 2023, firmó  por el Club de Fútbol Intercity para los últimos 6 partidos en sustitución de Gustavo Siviero.
El 24 de septiembre de 2024, es destituido como entrenador del Club de Fútbol Intercity.

## Trayectoria como entrenador
| Club                     | País   | Año       |
| ------------------------ | ------ | --------- |
| Yeclano Deportivo        | España | 2006-2011 |
| Real Murcia Imperial     | España | 2011-2013 |
| Olímpic de Xàtiva        | España | 2014-2015 |
| Yeclano Deportivo        | España | 2016-2021 |
| Linares Deportivo        | España | 2021      |
| Club de Fútbol Intercity | España | 2023-2024 |